# Kapitein Winokio zag 2 beren
"Kapitein Winokio zag 2 beren" is een compilatiealbum uit 2005 van de Belgische artiest Kapitein Winokio.
Dit album brengt eigentijdse versies van traditionele kinderliedjes voor een jong (en ouder) publiek.

## Tracklist[1]
1. Henny Vrienten & Fay Lovsky - Roodkapje
2. Kurt Van Eeghem & Wawadadakwa - Des winters als het regent
3. Off the Record - Old Mac Donald had a farm
4. Kangman & Dochters - Ikkeltje Kramikkeltje
5. Klezmic Noiz - In een klein stationneke & Op een grote paddenstoel
6. D'stephanie & Sientje & Phillippo - Boer wat zeg je van mijn kippen?
7. Max Rouen - Mijn haan is dood
8. Peter Van den Begin & Stany Crets - Potteke met vet
9. DJ Wipneus & Pim - 3 x 3 is Negen
10. A Brand - Jan de mosselman
11. Spinvis & Gideon - Alles in de wind
12. Lady Angelina - Witte zwanen, zwarte zwanen
13. Boenox - Ikkeltje kramikkeltje
14. Hautekiet & de Leeuw - Ozewiezewoze
15. Flip Kowlier & Gabriel Ríos - Boerinneke van buiten
16. Maskesmachine - Klein Chineesje
17. Bunny - Katootje
18. DJ 4T4 & PJDS - In een klein stationneke
19. Helder - Zeppelin